# Щегол (фильм)
«Щегол» (англ. The Goldfinch) — американский драматический фильм режиссёра Джона Кроули, экранизация одноимённого романа Донны Тартт, опубликованного в 2013 году. Адаптацией занимался британский сценарист Питер Строхан. Сюжет повествует о подростке Теодоре Деккере (Энсел Эльгорт), чья жизнь круто меняется после того, как его мать погибает в результате теракта во время посещения музея, а один из умирающих убеждает мальчика забрать из музея известную картину под названием «Щегол». Оакс Фегли, Анейрин Барнард, Финн Вулфхард, Сара Полсон, Люк Уилсон, Джеффри Райт и Николь Кидман сыграли роли второго плана.
В июле 2014 года права на экранизацию романа были проданы компаниям Warner Bros. и RatPac Entertainment в сотрудничестве с ICM Partners. В июле 2016 года Джон Кроули был назначен на пост режиссёра фильма, а Энсел Эльгорт был выбран в качестве исполнителя главной роли. Большая часть актёров второго плана присоединилась с октября 2017 года по январь 2018. Съёмки начались в Нью-Йорке в январе 2018 года, затем продолжились в Альбукерке в апреле 2018.
Премьера кинокартины состоялась на Международном кинофестивале в Торонто — 2019, а в широкий прокат фильм был выпущен 12-13 сентября компанией Warner Bros. Pictures. Прокат обернулся кассовым провалом с предполагаемыми убытками для студий приблизительно в 50 млн долларов. Фильм получил в целом негативные отзывы, в первую очередь критиковались сюжет и стиль повествования, хотя операторская работа и актёрское исполнение были отмечены в качестве положительных сторон.

## Сюжет
Мать 13-летнего Теодора Деккера погибла при взрыве бомбы в Метрополитен-музее в Нью-Йорке. После теракта Тео берет картину «Щегол», одну из немногих оставшихся картин Карела Фабрициуса, и прячет её в своей квартире. Затем Тео помещают к Барбурам, семье его друга Энди, поскольку у него нет других родственников в городе, а отец Тео бросил его.
Тео воссоединяется с Энди и становится ближе с матерью Энди, Самантой Барбур, которая поощряет его интерес к антиквариату и искусству. После того, как Саманта находит выгравированное кольцо у Тео, он отправляется в магазин, откуда кольцо прибыло, Хобарт и Блэквелл. Магазином руководит Джеймс «Хоби» Хобарт, чей умерший партнер Уэлтон «Велти» Блэквелл погиб при взрыве и отдал кольцо Тео, чтобы тот вернул его. Племянница Велти Пиппа также была в музее и пережила теракт. Хоби позволяет Тео навещать Пиппу, у которой имеются серьёзные травмы, и двое привязываются друг к другу. Тео начинает регулярно навещать Хоби, даже после того, как Пиппа уехала жить со своей тетей в Техас.
Тео продолжает жить с Барбурами, его приглашают в отпуск вместе с ними, Энди намекает, что его родители рассматривают возможность его усыновления. Прежде чем они смогли это сделать, отдалившийся отец Тео Ларри, алкоголик, недавно прошедший курс лечения от алкоголизма, и его подруга Ксандра приезжают, чтобы забрать Тео и перевезти его в Лас-Вегас. Одним из немногих предметов, которые он берет с собой, является картина «Щегол».
Тео подружился с Борисом, сыном славянских иммигрантов, чей отец подвергает семью физическому насилию. Борис, который также потерял свою мать, пристрастил Тео к наркотикам и алкоголю. Отец Тео, скатываясь в алкоголизм и азартные игры, погибает в автомобильной аварии. Тео решает вернуться в Нью-Йорк и обещает позаботиться о собаке Ксандры, Поппер. Тео умоляет Бориса поехать с ним, и Борис обещает, что последует за Тео, но не делает этого. Тео идет к Хоби, который позволяет ему жить с ним.
Через восемь лет после возвращения в Нью-Йорк Тео сталкивается с Платтом, старшим братом Энди. Платт сообщает Тео, что у его отца было биполярное расстройство и что он и Энди погибли в результате несчастного случая на лодке во время одного из приступов психического расстройства. Тео идет навестить теперь часто болеющую миссис Барбур и воссоединяется с младшей сестрой Энди Китси, которая флиртует с ним.
Тео работает, продавая антиквариат, который Хоби находит и восстанавливает. Раздраженный арт-дилер обвиняет Тео в продаже подделки, которую Тео предлагает выкупить. Тем не менее, дилер считает, что Тео владеет картиной «Щегол» и использует её в качестве обеспечения поручительства для финансирования своего магазина. Тео шокирован тем, что этот человек установил связь между ним и картиной, но с облегчением выдыхает, узнав, что предположение клиента о местонахождении картины неверно, поскольку Тео продолжает хранить завернутую картину в шкафчике для хранения.
Тео обручается с Китси, которую он не любит, все ещё питая тайную любовь к Пиппе, которая сейчас живёт в Лондоне. Тео ловит Китси за изменой, но решает не разрывать помолвку из-за его любви к миссис Барбур и того факта, что Китси закрывает глаза на его пристрастие к наркотикам.
Однажды в поисках таблеток Тео идет в неизвестный бар, где наталкивается на Бориса. Они воссоединяются, и Борис говорит Тео, что он всем обязан их дружбе. Борис извиняется перед Тео, за то, как считает Тео, что он никогда не приезжал в Нью-Йорк, но потом понимает, что Борис украл «Щегла» много лет назад, после того, как Тео показал картину во время отключки из-за наркотиков. С тех пор Борис использовал её для финансирования своей преступной жизни. У Бориса больше нет картины, так как банда головорезов украла её. Тео в ужасе убегает от Бориса.
На помолвку Тео с Китси приходит Борис и говорит, что у него есть план по возвращению «Щегла». Они летят в Амстердам, где Тео притворяется богатым бизнесменом, и возвращают картину. Однако все идет не по плану, и Борис ранен. Тео убивает человека в целях самообороны, снова теряя картину.
Тео идет в свой гостиничный номер и пытается покончить с собой, но его спасает Борис. Борис говорит Тео, что, зная, где находится картина, он попросит друга позвонить в полицию, чтобы вернуть её. После рейда полиция смогла безопасно вернуть картину вместе с другими утерянными и украденными произведениями искусства, включая Рембрандта. Борис утверждает, что, возможно, их странный и неуклюжий путь был ради блага, и что это все часть странной вещи, называемой жизнью.

## В ролях
- Энсел Эльгорт — Теодор «Тео» Деккер, сын Ларри
  - Оакс Фегли — Тео в юности
- Анейрин Барнард — Борис, сын украинского эмигранта, который становится близким другом Тео
  - Финн Вулфхард — Борис в юности
- Эшли Каммингс — Пиппа
  - Эйми Лоуренс — Пиппа в юности
- Джеффри Райт — Хоби, наставник Тео и опекун Пиппы
- Люк Уилсон — Ларри Деккер, отец Тео
- Уилла Фицджералд — Китси Барбур, сестра Энди и Платта
- Николь Кидман — миссис Барбур, богатая мать Платта, Китси и Энди
- Сара Полсон — Ксандра, девушка Ларри
- Райан Фауст — Энди Барбур, младший брат Платта и Китси, школьный друг Тео
- Люк Клайнтенк — Платт Барбур
  - Джек ДиФалко — Платт в юности
- Денис О’Хэр — Люсиус Рив, коллекционер, узнающий секрет Тео
- Питер Джейкобсон — мистер Силвер
- Джоуи Слотник[англ.] — Дейв
- Роберт Джой — Уэлтон «Уэлти» Блэкуэлл, партнёр Хоби